# Zakir Hussain (politicus)
Zakir Hussain uitspraakⓘ (Urdu: ذاکِر حسین , Telugu-schrift: జాకీర్ హుస్సైన్) (Haiderabad, 8 februari 1897 – New Delhi, 3 mei 1969) was de derde president van India van 13 mei 1967 tot zijn dood op 3 mei 1969. De intellectueel Hussain was de eerste moslim-president van het land, daarvoor was hij gouverneur van Bihar (1957 - 1962) en vicepresident van India (1962 - 1967).
Hussain was ook mede-oprichter van Jamia Millia Islamia en vanaf 1928 bestuurder. Onder het bestuur van Hussain raakte Jamia nauw verbonden met de Indiase vrijheidsbeweging. In 1963 werd aan Hussain de Bharat Ratna toegekend, de hoogste onderscheiding van India.

## Jeugd & opleiding
Zakir Hussain werd geboren in Haiderabad. De wortels van de familie Hussain liggen in de Pathaanse Afridi-stammen van Tirah in het huidige Pakistan. Zijn voorouder Hussain Khan migreerde in 1715 van Kohat naar Kaimganj, Farrukhabad (Uttar Pradesh) Zijn eigen familie migreerde ook van Hyderabad naar Kaimganj, waar Hussain opgroeide. Zakir was de derde zoon in een gezin met zeven zoons.
Zijn vader, de advocaat Fida Hussain Khan, overleed toen Zakir 10 was en zijn moeder, Naznin Begum, enkele jaren later in 1911, toen Hussain 14 jaar oud was. Hij ging naar school op Islamia High School in Etawah en werd toen verder opgeleid aan het Anglo-Muhammadan Oriental College, de tegenwoordige Aligarh Muslim University, waar hij als student leiderschap toonde. In 1915 trouwde hij op 18-jarige leeftijd met Shah Jahan Begum. Hij promoveerde in de economie aan de Universiteit van Berlijn in 1926.

### Familie
De familie van Zakir Hussain was ook actief in de politiek en in het onderwijs. Zijn kleinzoon Salman Khurshid is een politicus voor de Congrespartij en minister van Buitenlandse Zaken van India. Een deel van Hussains familie migreerde na de Scheiding van India naar Pakistan, zoals veel moslims, en zijn broer dr. Mahmud Hussain werd minister van Onderwijs van Pakistan en vice-chancellor van de Universiteit van Dhaka. Zijn neef generaal Rahimuddin Khan was voorzitter van het Joint Chiefs of Staff Committee van Pakistan.

## Carrière
Dr. Zakir Hussain was op 23-jarige leeftijd onderdeel van een kleine groep studenten en docenten die in Aligarh de Nationale Moslimuniversiteit oprichtte op vrijdag 29 oktober 1920 (de universiteit zou in 1925 naar Karol Bagh, New Delhi en in 1935 naar Jamia Nagar, New Delhi verhuizen). De universiteit werd Jamia Millia Islamia genoemd. Vervolgens vertrok Hussain naar Duitsland om aan de Universiteit van Berlijn zijn doctorsgraad te verdienen in de economie. Hij keerde in 1927 terug naar India, om de Jamia Millia Islamia te leiden, waarvoor sluiting dreigde. Hij bleef bestuurder voor de daaropvolgende 21 jaar, waarin hij academisch en bestuurlijk leiderschap gaf aan een instituut dat nauw betrokken was bij de vrijheidsbeweging van India, dat toen nog onderdeel uitmaakte van het Britse rijk. Hij experimenteerde met value-based education naar de aanwijzingen van Mahatma Gandhi en Hakim Ajmal Khan. Tijdens deze periode was hij betrokken bij bewegingen voor onderwijskundige hervormingen in India, en was hij bijzonder actief betrokken bij het reilen en zeilen van zijn alma mater, de tegenwoordige Aligarh Muslim University. In deze periode kwam Hussain bovendrijven als een van de prominente onderwijskundige denkers en beoefenaars van het moderne India. Zijn persoonlijke opoffering en voortdurende strijd om Jamia het hoofd boven water te laten houden in moeilijke tijden leverden hem zelfs de waardering op van politieke aartsrivalen zoals Mohammed Ali Jinnah.
Kort nadat India de onafhankelijkheid verkregen had, stemde Hussain erin toe om Vice Chandellor te worden van de Aligarh Muslim University die moeilijke tijden doormaakte omdat een deel van hun docenten en studenten actief betrokken was bij de beweging die streed voor de afscheiding van Pakistan. Hussain bestuurde de universiteit van 1948 tot 1956. Kort nadat zijn termijn als Vice Chancellor was afgelopen, werd hij genomineerd als lid van het Hogerhuis van het Indiase parlement, een positie die hij verliet in 1957 om gouverneur van Bihar te worden.
Hij diende als gouverneur van Bihar van 1957 tot 1962, waarna hij werd gekozen als tweede vicepresident van India (1962 - 1967). Op 13 mei 1967 werd hij verkozen als derde president van India, de eerste moslim in die functie. Tijdens zijn acceptatietoespraak zei hij dat heel India zijn thuis was, en dat alle inwoners zijn familie waren.
Hussain overleed op 3 mei 1969 terwijl hij in functie was. Hij is begraven op de campus van Jamia Millia Islamia (of Centrale Universiteit) in New Delhi.
- Bibliothèque nationale de France: cb12084156z (data)
- Gemeinsame Normdatei: 119190028
- International Standard Name Identifier: 0000 0000 8113 1109
- Library of Congress Control Number: n50030565
- Nationale bibliotheek van Australië: 36411745
- Nationale Bibliotheek van Israël: 987007279746705171
- Nationale Bibliotheek van Polen: a0000002423154
- Nederlandse Thesaurus van Auteursnamen: 073096911
- SNAC: w66h4kds
- Système universitaire de documentation: 029157293
- TDVİA: zakir-huseyin
- Trove: 1254901
- Virtual International Authority File: 34482449
- WorldCat: E39PCjwMM4K7mMtvJpWmwCjmr3

Rajendra Prasad · Sarvepalli Radhakrishnan · Zakir Hussain · Varahagiri Venkata Giri (interim) · Muhammad Hidayat Ullah (interim) · Varahagiri Venkata Giri · Fakhruddin Ali Ahmed · Basappa Danappa Jatti (interim) · Neelam Sanjiva Reddy · Zail Singh · Ramaswamy Venkataraman · Shankar Dayal Sharma · Kocheril Raman Narayanan · Abdul Kalam · Pratibha Patil · Pranab Mukherjee · Ram Nath Kovind · Draupadi Murmu